# Le Zombie venu d'ailleurs
 (avril 2013).
Si vous disposez d'ouvrages ou d'articles de référence ou si vous connaissez des sites web de qualité traitant du thème abordé ici, merci de compléter l'article en donnant les références utiles à sa vérifiabilité et en les liant à la section « Notes et références ».
Pour plus de détails, voir Fiche technique et Distribution.
Le Zombie venu d'ailleurs (Prey) est un film de science-fiction horrifique britannique réalisé par Norman J. Warren et sorti en octobre 1977 , sur un scénario de Max Cuff et Quinn Donogue, mettant en scène Barry Strokes, Sally Faulkner et Glory Annen. Il est aussi connu sous le titre La Maison sanglante.

## Synopsis
Un extraterrestre ayant beaucoup de besoins en protéines est envoyé en éclaireur sur Terre. Il tombe dans une propriété où vivent deux jeunes lesbiennes qui, le croyant blessé, le recueillent.

## Fiche technique
- Titre : Le Zombie venu d'ailleurs
- Titre original : Prey
- Réalisation : Norman J. Warren
- Scénario : Max Cuff et Quinn Donogue
- Musique : Ivor Snaley
- Image : Derek V. Browne
- Genre : Thriller
- Durée : 78 minute
- Pays :  Royaume-Uni
- Date de sortie en France : 9 février 2009

## Distribution
- Barry Strokes : Kator, dit Anders Anderson, l'extra-terrestre
- Sally Faulkner : Josephine
- Glory Annen : Jessica